# Chimi Dorji
Chimi Dorji (Gelephu, 22 dicembre 1993) è un calciatore bhutanese, centrocampista del Druk Star e della nazionale bhutanese.

## Carriera

### Club
Nel 2009 ha firmato un contratto con il Druk Star.

### Nazionale
Debutta in nazionale il 14 aprile 2009, in Filippine-Bhutan.

## Palmarès

### Club

#### Competizioni nazionali
- Campionato bhutanese di calcio: 1

Druk Star: 2009